# Biblioteka Miejska im. Jana Kasprowicza w Inowrocławiu
Biblioteka Miejska im. Jana Kasprowicza w Inowrocławiu − samorządowa instytucja kultury, służąca zaspokajaniu i rozwijaniu potrzeb czytelniczych. Jej organizatorem jest miasto Inowrocław. Posiada osobowość prawną.
Publiczną Bibliotekę Miejską w Inowrocławiu otwarto 5 stycznia 1930 r. Po zniszczeniach wojennych ponowne otwarcie Biblioteki nastąpiło 26 stycznia 1947 r. Jej zbiory liczyły wówczas 875 woluminów. Na koniec 2016 roku było w nich 254 tysiące 981 woluminów oraz dokumenty życia społecznego i zbiory audiowizualne. "Stan księgozbioru na koniec 2017 roku po ubytkowaniu starych, nieczytanych książek, wynosił 253 955 woluminów." Zarejestrowano 10 611 czytelników.
W 2016 zorganizowano w Bibliotece 1088 różnorodnych imprez kulturalnych (spotkań autorskich, warsztatów, konkursów, wystaw, koncertów itp.), w których uczestniczyło 31 801 osób, w 2017 – 1120 imprez, w których uczestniczyło 28 313 osób. Na jej strukturę składa się Biblioteka Główna oraz 7 filii (w tym Filia nr 5 w Szpitalu Wielospecjalistycznym im. dr. L. Błażka).

## Biblioteka Główna
- Wypożyczalnia dla Dorosłych
- Czytelnia Biblioteki Głównej
- Czytelnia Regionalna
- "Tajemniczy Ogród" – Oddział dla Dzieci
- Salonik Literacko-Artystyczny – Dział Informacyjno-Bibliograficzny
- Filia Nr 12